# Halldóra Geirharðsdóttir
Halldóra Geirharðsdóttir (* 12. Oktober 1968 in Reykjavík) ist eine isländische Schauspielerin, Autorin, Regisseurin und Musikerin.

## Werdegang
Halldóra Geirharðsdóttir wurde musikalisch an Flöte und Saxophon ausgebildet. Mit 18 Jahren hielt sie sich ein Jahr lang als Au-pair in Berlin auf. Bis zum Alter von 22 Jahren war sie Mitglied der sechsköpfigen Rockgruppe Risaeðlan, die zeitweise aus drei Frauen und drei Männern bestand. Halldóra war unter dem Namen Dóra Wonder als Sängerin und Saxophonistin von 1984 bis 1992 dabei.  Der Name Risaeðlan bedeutet Dinosaurier, im Ausland nannte sich die Gruppe Reptile. Halldóra verließ die Gruppe 1990, weil sie ein Studium an der Schauspielschule aufnahm und ihr öffentliches Auftreten während ihrer Ausbildung untersagt war. Zu Ostern 2016 trat die wiedervereinigte Gruppe erstmals seit vielen Jahren beim Musikfestival Aldrei fór ég suður in Ísafjörður nochmals auf.
1995 machte Halldóra ihren Abschluss an der Kunstakademie Islands. Sie wurde in Island zu einer geschätzten Theaterschauspielerin am Stadttheater von Reykyavík, dem Borgarleikhúsið, die neben klassischen auch komische oder auch männliche Rollen übernahm. Der Regisseur Benedikt Erlingsson nannte sie „die Sarah Bernhardt Islands“. Sie wurde auch als Clown Barbara bekannt, als sie Kinderkonzerte des Isländischen Sinfonieorchesters moderierte.
2013 spielte Halldóra im Film Metalhead und 2014 in Von Menschen und Pferden. 2018 übernahm sie die als Doppelrolle angelegte Hauptrolle in Gegen den Strom, der international mit verschiedenen Preisen ausgezeichnet wurde. Der Film erzählt die Geschichte einer 50-jährigen Gesangslehrerin, die der lokalen Aluminiumindustrie, die Island verschmutzt, den Kampf ansagt. Der Film gewann Preise wie den Lux-Preis und den Publikumspreis beim Sevilla Film Festival 2018. 2020 wirkte sie im isländischen Film The Garden  mit. Halldóra wurde für ihre Arbeit in Theater und Film mehrfach ausgezeichnet.

## Diverses
Halldóra hat fünf Kinder und drei Enkelkinder. Ihre erste Tochter bekam sie im Alter von 20 Jahren; 2019 war ihre jüngste Tochter zwölf Jahre alt.
Sie arbeitet regelmäßig mit UNICEF zusammen und reiste für die Organisation in afrikanische Länder, nach Peru, Haiti und Ecuador.